# Сальвиния
Сальви́ния (лат. Salvínia) — род плавающих папоротников семейства Сальвиниевые (Salviniaceae). 
Растение названо в честь Антона Марии Сальвини, итальянского учёного XVII века.

## Ареал
Распространена в основном в тропическом климате (Северная, Центральная и Южная Америка, Евразия и Африка, включая Мадагаскар).
Встречается только в водоёмах со стоячей или медленно текущей водой. В странах с тёплым климатом некоторые виды стали инвазивными сорняками, засоряющими водоёмы. 
Единственный вид этого рода, произрастающий на территории России, — сальвиния плавающая.

## Таксономия
Род включает от десяти до двенадцати видов:
- Salvinia auriculata Aubl. — Сальвиния ушастая Мексика, Бермудские острова, Вест-Индия, Центральная и Южная Америка.
- Salvinia biloba Raddi. Бразилия, Боливия и Парагвай.
- Salvinia cucullata Roxb. ex Bory — Сальвиния клобучковая. Индия, Индонезия, Таиланд, Мьянма, Камбоджа и Вьетнам.
- Salvinia cyathiformis Maxon. Тринидад.
- Salvinia hastata Desv. Кения, Танзания, Малави, Мозамбик, Мадагаскар и Реюньон.
- Salvinia herzogii de la Sota. Бразилия, Аргентина, Парагвай и Уругвай.
- Salvinia minima Baker. Мексика, Карибский бассейн, Гватемала, Гондурас, Белиз, Сальвадор, Никарагуа, Панама, Колумбия, Эквадор, Венесуэла, Бразилия, Боливия, Перу, Парагвай, Уругвай и северная Аргентина. Широко натурализовался в Северной Америке.
- Salvinia molesta Mitchell — Сальвиния гигантская, или вредная. Бразилия. Широко натурализовался в тропиках и субтропиках, встречается также в Нидерландах.
- Salvinia natans (L.) All. typus — Сальвиния плавающая. Европа, Северная Африка, Азия.
- Salvinia nymphellula Desv. Западная Африка.
- Salvinia oblongifolia Mart. — Сальвиния продолговатолистная. Бразилия.
- Salvinia radula Baker. Панама, Колумбия, Эквадор, Венесуэла, Бразилия, Боливия и Парагвай.
- Salvinia sprucei Kuhn. Панама, Колумбия, Венесуэла, Тринидад и север Бразилии.